# Првенство Југославије у фудбалу
Прва савезна лига Југославије је био највиши ранг такмичења у Краљевини Југославији (1923–1940), па након Другог светског рата у СФРЈ (1945–1992). Лига је постала потпуно професионална 1967. УЕФА је као наследника првенства прогласила Прву лигу СР Југославије.

## ПрвенстваКраљевине СХС/Краљевине Југославије
Прво првенство Краљевине Југославије одржано је 1923. по куп систему, а првак је био Грађански из Загреба, док је прво првенство по лига-систему било 1927, а освојио га је Хајдук из Сплита.
У раздобљу од 1923. до 1940. одржано је укупно 17 првенстава, куп-системом су одиграно 6 док су остала првенства играна као лиге. Шампиони су били искључиво из Хрватске (Грађански, Конкордија и ХАШК из Загреба те Хајдук из Сплита) и Србије (БСК и Југославија из Београда).
| Сезона   | Првак                  | Другопласирани         | Трећепласирани (полуфиналисти) |
| 1923.*   | Грађански              | САШК Сарајево          | Југославија                    |
| 1924.*   | Југославија            | Хајдук                 | САШК Сарајево Сомборски СК     |
| 1925.*   | Југославија            | Грађански              | Бачка Славија                  |
| 1926.*   | Грађански              | Југославија            | Хајдук Славија                 |
| 1927.    | Хајдук                 | БСК Београд            | ХАШК                           |
| 1928.    | Грађански              | Хајдук                 | БСК Београд                    |
| 1929.    | Хајдук                 | БСК Београд            | Југославија                    |
| 1930.    | Конкордија             | Југославија            | Хајдук                         |
| 1931.    | БСК Београд            | Хајдук                 | Грађански                      |
| 1932.*   | Конкордија             | Хајдук                 | БСК Београд Југославија        |
| 1933.    | БСК Београд            | Хајдук                 | Југославија                    |
| 1934.    | Првенство није одржано | Првенство није одржано | Првенство није одржано         |
| 1935.    | БСК Београд            | Југославија            | Грађански                      |
| 1936.*   | БСК Београд            | Славија                | НАК Нови Сад СК Љубљана        |
| 1936/37. | Грађански              | Хајдук                 | БСК Београд                    |
| 1937/38. | ХАШК                   | БСК Београд            | Грађански                      |
| 1938/39. | БСК Београд            | Грађански              | Југославија                    |
| 1939/40. | Грађански              | БСК Београд            | Славија                        |

Напомена:

У сезонама означенима са (*) првенство се играло по куп-систему, а у онима које нису тако означене читаво првенство или део првенства се играо као лига.
Грађански, Конкордија и ХАШК из Загреба су декретом укинути 1945., а на њиховим темељима је настао Динамо (стадион од ХАШК-а, а већина играча од Грађанског).
САШК Сарајево - данас клуб САШК-Напредак Сарајево наставља његову традицију.

### Вечна табела првенстава Краљевине СХС/Краљевине Југославије у фудбалу из сезона које су се играле као лиге
У сезонама које су се играле по лигашком систему, сви тимови су међусобно играли по 2 пута, као домаћин и као гост. Свака победа је носила 2 а сваки нерешени резултат по 1 бод.
| Поз. | Клуб             | Град     | С  | ИГ  | П  | Н  | И  | ГД  | ГП  | ГР   | Бод. | Најбољи пласман | Најгори пласман | Освојених титула |
| ---- | ---------------- | -------- | -- | --- | -- | -- | -- | --- | --- | ---- | ---- | --------------- | --------------- | ---------------- |
| 1    | БСК              | Београд  | 11 | 144 | 93 | 22 | 29 | 410 | 182 | +228 | 208  | 1.              | 4.              | 4                |
| 2    | 1. ХШК Грађански | Загреб   | 9  | 129 | 74 | 17 | 38 | 275 | 165 | +110 | 165  | 1.              | 6.              | 3                |
| 3    | Хајдук           | Сплит    | 11 | 144 | 66 | 32 | 46 | 310 | 228 | +82  | 164  | 1.              | 7.              | 2                |
| 4    | Југославија      | Београд  | 9  | 129 | 58 | 26 | 45 | 234 | 181 | +53  | 142  | 1.              | 6.              | 0                |
| 5    | ХАШК             | Загреб   | 9  | 124 | 52 | 21 | 51 | 221 | 230 | -9   | 125  | 1.              | 7.              | 1                |
| 6    | Славија          | Сарајево | 7  | 116 | 44 | 17 | 55 | 187 | 230 | -43  | 105  | 3.              | 9.              | 0                |
| 7    | БАСК             | Београд  | 5  | 96  | 37 | 17 | 42 | 183 | 192 | -9   | 91   | 4.              | 8.              | 0                |
| 8    | Конкордија       | Загреб   | 3  | 94  | 34 | 20 | 40 | 169 | 193 | -24  | 88   | 1.              | 10.             | 1                |
| 9    | Љубљана          | Љубљана  | 3  | 58  | 16 | 12 | 30 | 68  | 123 | -45  | 44   | 8.              | 9.              | 0                |
| 10   | Приморје         | Љубљана  | 2  | 38  | 11 | 8  | 19 | 60  | 90  | -30  | 40   | 8.              | 9.              | 0                |
| 11   | Славија          | Осијек   | 4  | 66  | 12 | 9  | 45 | 72  | 187 | -115 | 33   | 6.              | 10.             | 0                |
| 12   | Јединство        | Београд  | 2  | 40  | 12 | 8  | 20 | 48  | 66  | -18  | 32   | 6.              | 8.              | 0                |
| 13   | САШК             | Сарајево | 3  | 20  | 8  | 1  | 11 | 40  | 48  | -8   | 17   | 4.              | 5.              | 0                |
| 14   | Грађански        | Скопље   | 1  | 22  | 7  | 2  | 13 | 31  | 57  | -26  | 16   | 10.             | 10.             | 0                |
| 15   | Спарта           | Земун    | 1  | 22  | 5  | 3  | 14 | 21  | 60  | -39  | 13   | 11.             | 11.             | 0                |
| 16   | Војводина        | Нови Сад | 1  | 20  | 3  | 4  | 13 | 22  | 53  | -31  | 10   | 11.             | 11.             | 0                |
| 17   | Славија          | Вараждин | 1  | 22  | 4  | 2  | 16 | 23  | 54  | -31  | 10   | 12.             | 12.             | 0                |
| 18   | САНД             | Суботица | 1  | 5   | 2  | 0  | 3  | 11  | 12  | -1   | 4    | 4.              | 4.              | 0                |
| 19   | Мачва            | Шабац    | 1  | 10  | 1  | 2  | 7  | 8   | 27  | -19  | 4    | 6.              | 6.              | 0                |
| 20   | Илирија          | Љубљана  | 1  | 5   | 1  | 1  | 3  | 5   | 9   | -4   | 3    | 6.              | 6.              | 0                |

Поз = Позиција; С = Учествовао сезона; ИГ = Играо утакмица; П = Победио; Н = Нерешено; И = Изгубио; ГД = Постигао голова; ГП = Примио голова; ГР = Гол разлика; Бод. = Бодова ; 1. = Освајао прво место ; 2. = Освајао друго место ; 3. = Освајао треће место

### Вечна табела првенстава Краљевине СХС/Краљевине Југославије у фудбалу из сезона које су се играле као куп
| Клуб             | Град           | Освајач    | Финалиста  | Полуфиналиста | Учесник четвртине финала | Учесник осмине финала |
| ---------------- | -------------- | ---------- | ---------- | ------------- | ------------------------ | --------------------- |
| Југославија      | Београд        | 1924, 1925 | 1926       | 1923, 1932    | /                        | /                     |
| 1. ХШК Грађански | Загреб         | 1923, 1926 | 1925       | /             | 1924, 1932               | /                     |
| Хајдук           | Сплит          | /          | 1924, 1932 | 1926          | 1923, 1925               | 1936                  |
| БСК              | Београд        | 1936       | /          | 1932          | /                        | /                     |
| Конкордија       | Загреб         | 1932       | /          | /             | /                        | 1936                  |
| САШК             | Сарајево       | /          | 1923       | 1924          | 1925, 1926               | /                     |
| Славија          | Осијек         | /          | /          | 1925, 1926    | 1924, 1936               | /                     |
| Бачка            | Суботица       | /          | /          | 1925          | 1923, 1926               | /                     |
| Славија          | Сарајево       | /          | 1936       | /             | /                        | /                     |
| Сомборски СК     | Сомбор         | /          | /          | 1924          | /                        | /                     |
| Љубљана          | Љубљана        | /          | /          | 1936          | /                        | /                     |
| Илирија          | Љубљана        | /          | /          | /             | 1923, 1924, 1925, 1926   | /                     |
| НАК              | Нови Сад       | /          | /          | 1936          | /                        | /                     |
| Војводина        | Нови Сад       | /          | /          | /             | 1932                     | /                     |
| Викторија        | Загреб         | /          | /          | /             | 1932                     | /                     |
| БАСК             | Београд        | /          | /          | /             | 1932                     | /                     |
| Крајишник        | Бања Лука      | /          | /          | /             | 1936                     | /                     |
| Грађански        | Скопље         | /          | /          | /             | 1936                     | /                     |
| Раднички         | Крагујевац     | /          | /          | /             | /                        | 1936                  |
| Црногорац        | Цетиње         | /          | /          | /             | /                        | 1936                  |
| Грађански        | Ниш            | /          | /          | /             | /                        | 1936                  |
| ЖАК              | Велика Кикинда | /          | /          | /             | /                        | 1936                  |
| ЖАК              | Суботица       | /          | /          | /             | /                        | 1936                  |

## ПрвенствоФНР Југославије/СФР Југославије
| Сезона   | Шампион          | Вицешампион   | Трећепласирани     |
| 1945.    | селекција Србије | селекција ЈА  | селекција Хрватске |
| 1946/47. | Партизан         | Динамо        | Црвена звезда      |
| 1947/48. | Динамо           | Хајдук        | Партизан           |
| 1948/49. | Партизан         | Црвена звезда | Хајдук             |
| 1950.    | Хајдук           | Црвена звезда | Партизан           |
| 1951.    | Црвена звезда    | Динамо        | Хајдук             |
| 1952.    | Хајдук           | Црвена звезда | Локомотива Загреб  |
| 1952/53. | Црвена звезда    | Хајдук        | Партизан           |
| 1953/54. | Динамо           | Партизан      | Црвена звезда      |
| 1954/55. | Хајдук           | БСК Београд   | Динамо             |
| 1955/56. | Црвена звезда    | Партизан      | Раднички Београд   |
| 1956/57. | Црвена звезда    | Војводина     | Хајдук             |
| 1957/58. | Динамо           | Партизан      | Раднички Београд   |
| 1958/59. | Црвена звезда    | Партизан      | Војводина          |
| 1959/60. | Црвена звезда    | Динамо        | Партизан           |
| 1960/61. | Партизан         | Црвена звезда | Хајдук             |
| 1961/62. | Партизан         | Војводина     | Динамо             |
| 1962/63. | Партизан         | Динамо        | Жељезничар         |
| 1963/64. | Црвена звезда    | ОФК Београд   | Динамо             |
| 1964/65. | Партизан         | Сарајево      | Црвена звезда      |
| 1965/66. | Војводина        | Динамо        | Вележ              |
| 1966/67. | Сарајево         | Динамо        | Партизан           |
| 1967/68. | Црвена звезда    | Партизан      | Динамо             |
| 1968/69. | Црвена звезда    | Динамо        | Партизан           |
| 1969/70. | Црвена звезда    | Партизан      | Вележ              |
| 1970/71. | Хајдук           | Жељезничар    | Динамо             |
| 1971/72. | Жељезничар       | Црвена звезда | ОФК Београд        |
| 1972/73. | Црвена звезда    | Вележ         | ОФК Београд        |
| 1973/74. | Хајдук           | Вележ         | Црвена звезда      |
| 1974/75. | Хајдук           | Војводина     | Црвена звезда      |
| 1975/76. | Партизан         | Хајдук        | Динамо             |
| 1976/77. | Црвена звезда    | Динамо        | Слобода Тузла      |
| 1977/78. | Партизан         | Црвена звезда | Хајдук             |
| 1978/79. | Хајдук           | Динамо        | Црвена звезда      |
| 1979/80. | Црвена звезда    | Сарајево      | Раднички Ниш       |
| 1980/81. | Црвена звезда    | Хајдук        | Раднички Ниш       |
| 1981/82. | Динамо           | Црвена звезда | Хајдук             |
| 1982/83. | Партизан         | Хајдук        | Динамо             |
| 1983/84. | Црвена звезда    | Партизан      | Жељезничар         |
| 1984/85. | Сарајево         | Хајдук        | Партизан           |
| 1985/86. | Партизан         | Црвена звезда | Вележ              |
| 1986/87. | Партизан         | Вележ         | Црвена звезда      |
| 1987/88. | Црвена звезда    | Партизан      | Вележ              |
| 1988/89. | Војводина        | Црвена звезда | Хајдук             |
| 1989/90. | Црвена звезда    | Динамо        | Хајдук             |
| 1990/91. | Црвена звезда    | Динамо        | Партизан           |
| 1991/92. | Црвена звезда    | Партизан      | Војводина          |

Напомене:
1 Задње коло је поништио ФСЈ, због наводног намештања утакмица. У последње коло су Партизан и Ц. Звезда ушли са истим бројем бодова, али је Партизан имао бољу гол-разлику за један гол. Партизан је у последњем колу победио у Београду Жељезничар са 4:0, а Црвена звезда победила у Сарајеву са 4:0. Партизан је почео утакмицу са 15 мин. закашњења и то је изазвало буру негодовања јер је резултат у Београду (Партизан-Жељезничар) „пратио“ резултат утакмице у Сарајеву (Сарајево-Ц. Звезда). Одиграно је ново коло, које Партизан није хтео да игра сматрајући да је одиграо поштено своју утакмицу и после 15 минута чекања, судија је одсвирао крај, а утакмица је службено регистрована са 0:3. У исто време је Црвена звезда одиграла поновљену утакмицу у Сарајеву и изгубила са 2:1, али је због боље гол-разлике постала првак. Казне за намештање нису остале само на томе; велики број прволигашких клубова је био кажњен са 6 негативних бодова који су им додељени у следећем првенству.
2 Првенство је започело са бројним, али не свим клубовима који су имали 6 негативних бодова. Суд Удруженог рада Србије је поништио ову одлуку годину након што ју је ФСЈ донео. Ипак, у евро купове су отишли прваци према табели која је била резултат одлуке ФСЈ-а на челу са, од тада у легенду ушлим, Славком Шајбером.

## Прва лигаСР Југославије
Ово првенство се играло од распада СФР Југославије 1992/93. до 2003. године, када је СР Југославија променила име у Србија и Црна Гора.
| Сезона  | Првак         | Другопласирани | Трећепласирани | Голгетер                                                  | Голова |
| ------- | ------------- | -------------- | -------------- | --------------------------------------------------------- | ------ |
| 1992/93 | Партизан      | Црвена звезда  | Војводина      | Анто Дробњак (Црвена звезда) Веско Михајловић (Војводина) | 22     |
| 1993/94 | Партизан      | Црвена звезда  | Војводина      | Саво Милошевић (Партизан)                                 | 21     |
| 1994/95 | Црвена звезда | Партизан       | Војводина      | Саво Милошевић (Партизан)                                 | 30     |
| 1995/96 | Партизан      | Црвена звезда  | Војводина      | Војислав Будимировић (Чукарички)                          | 23     |
| 1996/97 | Партизан      | Црвена звезда  | Војводина      | Зоран Јовичић (Црвена звезда)                             | 21     |
| 1997/98 | Обилић        | Црвена звезда  | Партизан       | Саша Марковић (Црвена звезда)                             | 27     |
| 1998/99 | Партизан      | Обилић         | Црвена звезда  | Дејан Османовић (Хајдук Кула)                             | 16     |
| 1999/00 | Црвена звезда | Партизан       | Обилић         | Матеја Кежман (Партизан)                                  | 27     |
| 2000/01 | Црвена звезда | Партизан       | Обилић         | Петар Дивић (ОФК Београд)                                 | 27     |
| 2001/02 | Партизан      | Црвена звезда  | Сартид         | Зоран Ђурашковић (Младост Лучани)                         | 27     |
| 2002/03 | Партизан      | Црвена звезда  | ОФК Београд    | Звонимир Вукић (Партизан)                                 | 22     |

## Успешност клубова

### Краљевина СХС/Краљевина Југославија
| Клуб                | Првак                         | Другопласирани                      | Трећепласирани (полуфиналиста) |
| ------------------- | ----------------------------- | ----------------------------------- | ------------------------------ |
| БСК Београд         | 1931, 1933, 1935, 1936, 1939. | 1927, 1929, 1938, 1940.             | 1928, 1932, 1937.              |
| Грађански Загреб    | 1923, 1926, 1928, 1937, 1940. | 1925, 1939.                         | 1931, 1935, 1938.              |
| ХНК Хајдук Сплит    | 1927, 1929.                   | 1924, 1928, 1931, 1932, 1933, 1937. | 1926, 1930.                    |
| Југославија Београд | 1924, 1925.                   | 1926, 1930, 1935.                   | 1923, 1929, 1932, 1933, 1939.  |
| Конкордија Загреб   | 1930, 1932.                   |                                     |                                |
| ХАШК Загреб         | 1938.                         |                                     | 1927.                          |
| Славија Сарајево    |                               | 1936.                               | 1940.                          |
| САШК Сарајево       |                               | 1923.                               | 1924.                          |
| Славија Осијек      |                               |                                     | 1925, 1926.                    |
| Сомборски СК        |                               |                                     | 1924.                          |
| Бачка Суботица      |                               |                                     | 1925.                          |
| НАК Нови Сад        |                               |                                     | 1936.                          |
| СК Љубљана          |                               |                                     | 1936.                          |

### ФНР Југославија/СФР Југославија
| Клуб              | Првак | Другопласирани                                                                         | Трећепласирани                                                |
| ----------------- | --- | -------------------------------------------------------------------------------------- | ------------------------------------------------------------- |
| Црвена звезда     | 1951, 1953, 1956, 1957, 1959, 1960, 1964, 1968, 1969, 1970, 1973, 1977, 1980, 1981, 1984, 1986 (по ФСЈ-у), 1988, 1990, 1991, 1992. | 1949, 1950, 1952, 1961, 1972, 1978, 1982, 1986 (по Суду УР Србије), 1989.              | 1947, 1954, 1965, 1974, 1975, 1979, 1987 (по Суду УР Србије). |
| Партизан          | 1947, 1949, 1961, 1962, 1963, 1965, 1976, 1978, 1983, 1986 (по Суду УР Србије), 1987 (по Суду УР Србије).                          | 1954, 1956, 1958, 1959, 1968, 1970, 1984, 1986 (по ФСЈ-у), 1987 (по ФСЈ-у) 1988, 1992. | 1948, 1950, 1953, 1960, 1967, 1969, 1985, 1991.               |
| Хајдук            | 1950, 1952, 1955, 1971, 1974, 1975, 1979.                                                                                          | 1948, 1953, 1976, 1981, 1983, 1985.                                                    | 1949, 1951, 1957, 1961, 1978, 1982, 1989, 1990.               |
| Динамо            | 1948, 1954, 1958, 1982. | 1947, 1951, 1960, 1963, 1966, 1967, 1969, 1977, 1979, 1990, 1991.                      | 1955, 1962, 1964, 1968, 1971, 1976, 1983.                     |
| Војводина         | 1966, 1989. | 1957, 1962, 1975.                                                                      | 1959, 1992.                                                   |
| Сарајево          | 1967, 1985. | 1965, 1980.                                                                            |                                                               |
| Жељезничар        | 1972. | 1971.                                                                                  | 1963, 1984.                                                   |
| Вардар            | 1987 (по ФСЈ-у). |                                                                                        |                                                               |
| Вележ             | | 1973, 1974, 1987 (по Суду УР Србије).                                                  | 1966, 1970, 1986, 1987 (по ФСЈ-у), 1988.                      |
| ОФК Београд       | | 1955, 1964.                                                                            | 1972, 1973.                                                   |
| Раднички Београд  | |                                                                                        | 1956, 1958.                                                   |
| Раднички Ниш      | |                                                                                        | 1980, 1981.                                                   |
| Локомотива Загреб | |                                                                                        | 1952.                                                         |
| Слобода Тузла     | |                                                                                        | 1977.                                                         |

### Списак голгетера
Комплетна листа играча са преко укупно 100 постигнутих голова у првенствима 1946-1992 СФР Југославија
| #  | Име               | Голова | Клуб                                | Лигашка каријера     |
| -- | ----------------- | ------ | ----------------------------------- | -------------------- |
| 1  | Слободан Сантрач  | 218    | ОФК Београд, Партизан, Галеника     | 1965–1983            |
| 2  | Дарко Панчев      | 169    | Вардар, Црвена звезда               | 1982–1992            |
| 3  | Душан Бајевић     | 166    | Вележ Мостар                        | 1966–1977, 1981–1983 |
| 4  | Бора Костић       | 158    | Црвена звезда                       |                      |
| 5  | Фране Матошић     | 149    | Хајдук Сплит                        | 1946–1953            |
| 6  | Тодор Веселиновић | 145    | Војводина                           | 1951–1961            |
| =7 | Стјепан Бобек     | 129    | Партизан                            | 1946–1956            |
| =7 | Зоран Прљинчевић  | 129    | Раднички Бг, Ц. звезда, ОФК Београд |                      |
| 9  | Душан Савић       | 120    | Црвена звезда                       | 1973–1982            |
| 10 | Драган Џајић      | 113    | Црвена звезда                       | 1961–1975            |
| 11 | Војин Лазаревић   | 112    | Сутјеска, Црвена звезда             | 1962–1970, 1972–1974 |
| 12 | Јосип Букал       | 111    | Жељезничар                          | 1963–1973, 1977–1978 |
| 13 | Петар Надовеза    | 108    | Хајдук Сплит                        | 1963–1973            |
| 14 | Коста Томашевић   | 105    | Црвена звезда, Спартак Суботица     | 1946–1956            |
| 15 | Вахид Халилхоџић  | 104    | Вележ Мостар                        | 1972–1981            |
| 16 | Сњешко Церин      | 103    | Динамо Загреб                       |                      |
| 17 | Петар Никезић     | 102    | Војводина, Осијек                   | 1967-1978, 1979-1982 |
| 18 | Златко Вујовић    | 100    | Хајдук Сплит                        | 1977–1986            |

### Списак укупних наступа
Комплетна листа играча са највише наступа у првенствима 1946-1992 СФР Југославија
| #  | Име                | Наступа | Клуб                                                                                                | Лигашка каријера                                                             |
| -- | ------------------ | ------- | --------------------------------------------------------------------------------------------------- | ---------------------------------------------------------------------------- |
| 1  | Енвер Марић        | 429     | Вележ Мостар                                                                                        | 1967–1976, 1978–1985                                                         |
| 2  | Славко Влаховић    | 413     | Будућност Титоград                                                                                  | 1977–1991                                                                    |
| 3  | Слободан Јањуш     | 403     | Жељезничар Сарајево, Војводина Нови Сад, Сарајево, Олимпија Љубљана, Динамо Загреб, Сутјеска Никшић | 1970–1977, 1985–1988, 1977–1978, 1981–1982,, 1982–1983, 1983–1984, 1984–1985 |
| 4  | Неџад Верлашевић   | 397     | Слобода Тузла, Жељезничар Сарајево                                                                  | 1975–1983, 1983–1985, 1987–1990, 1985–1986                                   |
| 5  | Момчило Вукотић    | 395     | Партизан Београд                                                                                    | 1968–1978, 1979–1984                                                         |
| 6  | Вили Амершек       | 392     | Олимпија Љубљана                                                                                    | 1966–1976, 1979–1984                                                         |
| 7  | Слободан Сантрач   | 365     | ОФК Београд, Партизан Београд, Галеника                                                             | 1965–1974, 1976–1977, 1977–1980, 1980–1983                                   |
| 8  | Фрањо Владић       | 361     | Вележ Мостар                                                                                        | 1968–1979, 1981–1985                                                         |
| 9  | Тоне Рожич         | 360     | Олимпија Љубљана                                                                                    | 1970–1984                                                                    |
| 10 | Илија Петковић     | 354     | ОФК Београд                                                                                         | 1964–1973, 1976–1983                                                         |
| 11 | Кочо Димитровски   | 336     | Вардар Скопље                                                                                       | 1968–1985                                                                    |
| 12 | Мустафа Хукић      | 332     | Слобода Тузла                                                                                       | 1968–1978, 1983–1985                                                         |
| 13 | Ивица Миљковић     | 327     | Динамо Загреб, Осијек                                                                               | 1969–1977, 1977–1980                                                         |
| 14 | Душан Бајевић      | 322     | Вележ Мостар                                                                                        | 1966–1977, 1981–1983                                                         |
| 15 | Ибрахим Биоградлић | 318     | Сарајево                                                                                            | 1951–1967                                                                    |
| 16 | Милован Обрадовић  | 312     | Хајдук Сплит, Војводина Нови Сад                                                                    | 1974–1985, 1985–1986                                                         |
| 17 | Иван Хлевњак       | 312     | Раднички Ниш                                                                                        | 1962–1973                                                                    |
| 18 | Драган Холцер      | 310     | Раднички Ниш, Хајдук Сплит                                                                          | 1963–1967, 1967–1975                                                         |
| 19 | Ратомир Дујковић   | 308     | Црвена звезда Београд, Осијек, Галеника                                                             | 1962–1974, 1977–1980, 1980–1983                                              |
| 20 | Драган Џајић       | 306     | Црвена звезда Београд                                                                               | 1963–1975, 1977–1978                                                         |